# Бхинд (округ)
Бхинд (хинди भिंड जिला; англ. Bhind) — округ в индийском штате Мадхья-Прадеш. Образован в 1948 году и является одним из шести изначальных округов штата. Административный центр — город Бхинд. Площадь округа — 4459 км². По данным всеиндийской переписи 2001 года население округа составляло 1 428 559 человек. Уровень грамотности взрослого населения составлял 70,5 %, что выше среднеиндийского уровня (59,5 %). Доля городского населения составляла 23,7 %.